# 1. List Piotra
Pierwszy List Piotra [1 P] – jedna z ksiąg biblijnych – tzw. Listów Katolickich – spisany przez apostoła Piotra. Zredagowany pomiędzy wiosną 63 a latem 64 roku po Chrystusie, a więc pod koniec życia Piotra.
Chrześcijanie z Azji Mniejszej (Pont, Galacja, Kapadocja, Bitynia) byli prześladowani przez pogan i wysłali zapytanie do Rzymu do apostoła Pawła, lecz nie zastali go tam. Zwrócili się więc o pomoc do Piotra i ten list jest właśnie odpowiedzią na ich pytania.

## Układ księgi
| 1,1-2     | Adres                               | Pozdrowienie |
| 1,3–2,10  | Godność chrześcijańskiego powołania | Zbawienie zaplanowane przez Ojca (1,3–12). Zachęta do świętości (1,13–25). Obowiązki chrześcijańskiego powołania (2,1–10).                  |
| 2,11–3,12 | Świadectwo chrześcijańskiego życia  | Postępowanie w pogańskim świecie (2,11–12). Postawa wobec władzy świeckiej (2,13–17). Kodeks rodzinny (2,18–3,7). Miłość i pokora (3,8-12). |
| 3,13–5,11 | Prześladowania                      | Nadzieja w prześladowaniu (3,13–4,6). Paruzja (4,7–11). Radość pośród prześladowań i końcowe zachęty (4,12–5,11).                           |
| 5,12–14   | Zakończenie                         | Końcowe pożegnanie. |

## Treść
Pierwszy List Piotra nie zajmuje się sprawami dogmatycznymi, lecz upomina i stwierdza, jaka jest prawdziwa łaska Boża (5,12).
Nie pomijając cierpień, jakich doznawali chrześcijanie, wskazuje na Boży plan zbawienia, który urzeczywistni się, gdyż wraz z nimi są Bóg Ojciec i Jezus Chrystus, dlatego też otrzymali oni więcej niż prorocy Starego Testamentu.
Przesłaniem listu jest to, że wszyscy powinni przez pogłębianie nauki Chrystusowej dojść do Boga. W stosunku do bliźnich mają zawsze postępować prawo i z czystym sumieniem oraz stać „się niby żywe kamienie, jesteście budowani jako duchowa świątynia, by stanowić święte kapłaństwo dla składania duchowych ofiar” (2,5). Apostoł chce, aby uświadomili sobie, iż ich wiara jest cenniejsza od złota i aby mocni w wierze przeciwstawili się diabłu, „który jest jak lew ryczący”.
Jedynym nowym wątkiem w tym liście jest wspomnienie o zstąpieniu Chrystusa do otchłani, gdzie „poszedł ogłosić [zbawienie] nawet duchom zamkniętym w więzieniu” (3,19).

## Oddziaływanie
Odczytywano go na zebraniach małoazjatyckich gmin chrześcijańskich. Napisany długimi, trudnymi zdaniami był niezrozumiały i dopiero po kilkakrotnym czytaniu stawał się bardziej zrozumiały. Później rozesłano go także do innych gmin, aby i tam odczytywano go w czasie spotkań. We wszystkich Kościołach był uważany za natchniony i włączony do kanonu Nowego Testamentu.

## Problem autentyczności
Piotrowe autorstwo zostało poświadczone przez Ireneusza, Tertuliana, Klemensa Aleksandryjskiego i Orygenesa.
Niektórzy krytycy zaprzeczali prawdziwemu autorstwu Piotra, wysuwając różne argumenty (literacka greka), nie są one jednak przekonujące. Jak podaje sam Piotr: „list napisałem przy pomocy Sylwana” (5,12) – chodzi o Sylasa, współpracownika Pawła, stąd też podobieństwa z listami Pawłowymi. Możliwe też, że jest to homilia zawierająca części pierwotnej liturgii chrzcielnej.